# Skaneateles Short Line Railroad
Die Skaneateles Short Line Railroad  (AAR-reporting mark: SSL) war eine amerikanische Class-3-Bahngesellschaft im Onondaga County im Bundesstaat New York. Die 1867 errichtete Gesellschaft betrieb bis 1981 eine acht Kilometer lange Bahnstrecke.

## Geschichte
Der Bau der Auburn und Syracuse Railroad (A&S) 1836 führte nicht dazu, dass die Stadt Skaneateles an das Eisenbahnnetz angeschlossen wurde. Örtliche Unternehmer gründeten deshalb die Skaneateles Railroad und erhielten auch die Konzession zum Bau einer acht Kilometer langen Bahnstrecke von Skaneateles zur bestehenden Bahnstrecke. Der Bau kam jedoch nicht zustande. 1837 wurde die Konzession für die Skaneateles & Jordan Railroad erteilt. Dieses Bahn-Projekt sollte bis nach Jordan am Eriekanal führen. Umgesetzt wurde schließlich nur der Bau einer Pferdebahnstrecke bis Skaneateles Junction an der Strecke der A&S. Die Strecke wurde am 30. September 1840 eröffnet. Für den Transport standen drei Pferde zur Verfügung. Die Bahn konnte auf Grund der höheren Unterhaltungskosten nicht mit der parallelen Straßenverbindung konkurrieren. Am 24. August 1850 wurde die Gesellschaft wieder aufgelöst.
Das Transportaufkommen der Mühlen und der Fabriken entlang des Skaneatales Creek stieg in den folgenden Jahren weiter an. Eine Reihe lokaler Unternehmer unter der Leitung von Joel Thayer griffen die Idee einer Eisenbahn wieder auf und gründeten die Skaneateles Railroad. Am 18. April 1866 erhielt die Gesellschaft die Konzession und für 88.877,29 $ wurde die Strecke errichtet. Zuerst standen bei der Eröffnung am 1. Oktober 1867 nur zwei altersschwache Dampflokomotiven zur Verfügung. Diese wurden jedoch bald von einem D-Kuppler abgelöst. Der Verkehr auf der Strecke stieg rasant, so dass weitere Lokomotiven angeschafft werden mussten. Vor allem der Ausflugsverkehr zum Skaneateles Lake war bei den wohlhabenden Amerikanern beliebt. Um auch von diesem Ausflugsverkehr zu profitieren, wurde 1871 ein Dampfschiff erworben. In den nächsten Jahren wurde die Flotte um weitere drei Schiffe erweitert. 1878 wurde John E. Waller Nachfolger von Thayer als Präsident der Gesellschaft. Mitte der 1880er Jahre waren 15 Mann bei der Bahn beschäftigt. Unter Waller wurden einige Projekte zur Verlängerung der Strecke nach Norden und nach Süden angedacht, die aber nicht verwirklicht wurden. Ab der Jahrhundertwende erhielt die Gesellschaft im Personenverkehr Konkurrenz durch die Interurban Auburn and Syracuse Electric Railroad. Zur gleichen Zeit verkaufte die Bahngesellschaft ihre Flotte von Ausflugsschiffen an die Überlandstraßenbahn. Außerdem begann die Gesellschaft ihre Bahnanlagen zu erneuern. So wurden schwerere Schienen eingebaut, Brücken mit höherer Belastbarkeit eingebaut und die Lokomotiven einer Generalreparatur unterzogen.
Zur gleichen Zeit wechselten sich in kurzer Zeit die Präsidenten ab. W. K. Niver wurde 1898 Präsident und wurde 1905 durch John McNamara abgelöst, 1907 folgte Martin Dillon, 1911 Henry Reed und 1922 Samuel Kane. Kane besaß zu diesem Zeitpunkt den größten Teil des Unternehmens.
Der steigende Verkehr führte 1914/1915 zur Ablösung der 40 Jahre alten Lokomotiven. Der wirtschaftliche Einbruch durch die Große Depression führte 1932 zur Einstellung des Personenverkehrs, nachdem nur leere Züge befördert wurden. Ende der 1930er Jahre stellte die U. S. Gypsum den Betrieb in ihrem Werk in Skaneateles ein. Diese Fabrik war einer der größten Kunden der Bahngesellschaft. Kane entschied darauf die Strecke stillzulegen. Dieser Entscheidung wurde zum 7. Februar 1940 genehmigt.
14 Einwohner aus Skanteatles fanden sich damit jedoch nicht ab. Sie gründeten für 50.000 $ die Skaneateles Short Line Railroad und erwarben von Kane für 25.000 $ die vorhandene Eisenbahn. Im Mai 1941 wurde der Verkehr wieder aufgenommen. 1947 errichtete die Cowles Chemical Company (später Stauffer Chemical Company) in Skaneateles Falls ein Seifenwerk, was zu einer Erhöhung des Transportaufkommen führte und die Bahngesellschaft für die nächsten Jahre wirtschaftlich sicherte. 1950 stellte die Gesellschaft den Fahrzeugpark auf Dieselbetrieb um.
Am 9. Juli 1968 wurde die Strecke durch ein Hochwasser schwer beschädigt. 1969 schloss die Talcott Milling Company ihre Fabrik in Skaneateles. Die Bahngesellschaft entschloss sich deshalb nur noch die Strecke bis zur Seifenfabrik zu betreiben und errichtete in Skaneateles Falls ein neues Betriebsgebäude. Da die Strecke seit den 1920er Jahren nicht mehr ausreichend gewartet wurde, waren Entgleisungen an der Tagesordnung. 1974 erwarb die Stauffer Chemical Company die Bahngesellschaft und betrieb sie noch bis zum 13. Juli 1981 zur Versorgung des Seifenwerkes.

## Fahrzeugpark
| Nr. | Baujahr | Achsfolge | Hersteller              | Bemerkungen |
| --- | ------- | --------- | ----------------------- | --- |
| 1   | 1867    | B n2      | Mason Locomotive Works  | SKANEATELES, 1870 an die Ithaca and Cortland Railroad verkauft                                                                          |
| 2   | 1870    | 1'B2' n2t | Rogers Locomotive Works | 1914 verschrottet |
| 3   | 1872    | 1'B2' n2t | Rogers Locomotive Works | 1942 an einen Schrotthändler verkauft                                                                                                   |
| 68  | 1882    | B n2      | NYC East Buffalo Shops  | 1906 gebraucht von der NYC erworben, 1914 verschrottet                                                                                  |
| 4   | 1914    | C n2      | ALCo Schenectady        | 1950 an einen Schrotthändler verkauft                                                                                                   |
| 5   | 1915    | 1'C n2    | ALCo Schenectady        | 1950 an einen Schrotthändler verkauft                                                                                                   |
| 6   | 1950    | Bo'Bo'    | General Electric        | GE 44-ton switcher, verkauft an die New York State Electric and Gas Nr. 6 und später an die Lowville and Beaver River Railroad Nr. 1993 |
| 7   | 1959    | Bo'Bo'    | General Electric        | GE 45-ton switcher, verkauft an die New York State Electric & Gas Nr. 3                                                                 |